# Балла, Йожеф
Йожеф Балла (венг. József Balla; 27 июля 1955, Szőreg, Сегед — 18 марта 2003, Кечкемет) — венгерский борец-супертяжеловес вольного стиля, двукратный серебряный призёр Олимпийских игр, призёр чемпионатов мира, чемпион и многократный призёр чемпионатов Европы, 13-кратный чемпион Венгрии Заслуженный тренер Венгрии (1998).

## Биография
Родился в 1955 году в Сириге (ныне часть Сегеда). Начал заниматься борьбой только в 1971 году. Уже в 1973 году завоевал третье место на «взрослом» чемпионате Венгрии, а в 1974 году стал чемпионом Венгрии.
В 1974 году завоевал второе место на чемпионате Европы в возрастной категории espoir, в 1975 году стал чемпионом мира среди юниоров, на чемпионате Европы уже среди взрослых завоевал серебряную медаль, на чемпионате мира был четвёртым. В 1976 году на чемпионате Европы остался только пятым.
В 1976 году на Олимпийских играх выступал в соревнованиях по вольной борьбе в супертяжёлом весе, и сумел завоевать серебряную медаль Олимпийских игр, уступив Сослану Андиеву.
См. таблицу турнира.
В 1977 году был четвёртым на чемпионате Европы и завоевал «бронзу» чемпионата мира. В 1978 году был вторым на чемпионате Европы, в 1979 году только пятым, в 1980 году четвёртым.
В 1980 году на Олимпийских играх выступал в соревнованиях по вольной борьбе в супертяжёлом весе, и сумел завоевать серебряную медаль Олимпийских игр, снова уступив Сослану Андиеву.
См. таблицу турнира.
В 1980 году выиграл турнир World Super Championship. В 1981 году в третий раз был серебряным призёром чемпионата Европы, на чемпионате мира был шестым. В 1982 году на чемпионате мира был пятым. В 1983 году наконец завоевал звание чемпиона Европы. Олимпийские игры 1984 года по известным причинам пропустил.
В 1985 году был четвёртым на чемпионате Европы и стал вице-чемпионом мира. В 1986 году был пятым на чемпионатах мира и Европы, в 1987 году пятым на чемпионате Европы.
С 1987 года был тренером юношеской команды Kecskeméti SC. С 1992 года старшим тренером национальной сборной. С декабря 1996 по 2000 год был главным тренером сборной Венгрии.
Венгерский борец года (1976), кавалер Золотого ордена за заслуги FILA, ордена Золотого креста за заслуги перед Венгрией.
Умер в марте 2003 года от сердечной недостаточности. Похоронен на общественном кладбище Кечкемета
В память борца проводится турнир и учреждён фонд Balla József Birkózó Alapítvány.